# Frank Masley
Francis Joseph „Frank“ Masley (* 30. Juni 1960 in Wilmington, Delaware; † 10. September 2016 ebendort) war ein US-amerikanischer Rennrodler.
Masley trat im Einsitzer und im Doppelsitzer mit Ray Bateman, Jr. an. Zusammen nahmen sie 1980 an den Olympischen Winterspielen in Lake Placid teil. Dort belegten sie den 18. Platz. Vier Jahre später, bei den Olympischen Winterspielen in Sarajevo wurde Masley als Fahnenträger für die Eröffnungsfeier ausgewählt. Beim anschließenden Einsitzer-Wettbewerb erreichte er den 14. Platz, im Doppelsitzer mit Bateman wurde er 13. Seine dritten Olympischen Winterspiele erlebte er 1988 in Calgary. Masley wurde in seiner Karriere außerdem drei Mal US-amerikanischer Meister im Doppelsitzer: 1980, 1983 und 1984.
Masley besuchte das Delaware Tech+ACY Community College und erlangte dort 1981 einen Abschluss als Bauingenieur. Später gründete er seine eigene Firma und entwarf die Startrampe der Rennrodelbahn in Muskegon, Michigan.